# Laura La Plante
Laura La Plant, beter bekend als Laura La Plante (Saint Louis (Missouri), 1 november 1904 - Woodland Hills, 14 oktober 1996) was een Amerikaans filmactrice, die vooral succes boekte in de stomme films. 

## Carrière

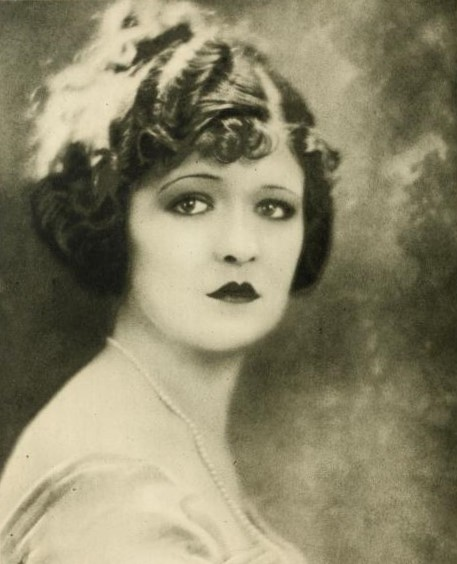
Publiciteitsfoto (1924)

Laura LaPlant, zoals ze geboren werd, begon op haar 15e in films te spelen en was in 1923 een van de WAMPAS Baby Stars. (Haar zus Violet, ook een actrice, kreeg diezelfde eer in 1925.) In de jaren 20 acteerde ze in meer dan 60 films, waaronder Big Town Round-Up (1921), Perils of the Yukon (1922), Around the World in Eighteen Days (1923) en Smouldering Fires (1925). De meeste films waarin ze tussen 1921 en 1930 meespeelde, waren producties van Universal Pictures. La Plantes bekendste rol was waarschijnlijk die in The Cat and the Canary (1927), al oogstte ze ook succes met The Love Trap en Show Boat, twee gedeeltelijke geluidsfilms uit 1929. Tijdens de overgang naar de geluidsfilm werd La Plante overschaduwd door de enorme stroom aan nieuw opkomend talent en ze maakte haar laatste verschijning voor Universal in de musical Captain of the Guard (1930). Later verhuisde ze naar Engeland waar ze meespeelde in goedkope Amerikaanse producties in Engeland - gemaakt om aan de Engelse filmquota te voldoen. In 1935 nam ze afscheid van de filmwereld, afgezien van verschijningen in twee films, waarvan de laatste in 1957 uitkwam. 

## Privéleven
Zij was van 1926 tot 1934 gehuwd met regisseur William A. Seiter. In dat laatste jaar scheidde ze van Seiter en huwde ze filmproducent Irving Asher, met wie ze twee kinderen kreeg. Laura La Plante overleed in 1996 op 91-jarige leeftijd in Woodland Hills (Californië) aan de ziekte van Alzheimer.
In Agoura Hills is de straat Laura La Plante Drive naar haar vernoemd.
- Biblioteca Nacional de España: XX1173034
- Bibliothèque nationale de France: cb146863836 (data)
- Catàleg d'autoritats de noms i títols de Catalunya: 981058528461806706
- Gemeinsame Normdatei: 1166586103
- International Standard Name Identifier: 0000 0000 5932 8618
- Library of Congress Control Number: no90019269
- Nationale Bibliotheek van Polen: a0000003251324
- SNAC: w6tq9jfc
- Système universitaire de documentation: 131973827
- Virtual International Authority File: 71656492
- WorldCat: E39PBJth7BXPd43g4m83Dq7j4q